# Cosmic Research
Cosmic Research es una asociación estudiantil sin ánimo de lucro integrada por varios estudiantes de ingeniería de la Universidad Politécnica de Cataluña. Su objetivo es el de convertirse en la primera organización estudiantil en enviar un cohete al espacio, pasada la línea de Kármán a los 100 kilómetros.
El último cohete lanzado por Cosmic Research, el Resnik, ostenta el récord español de cohetes universitarios con un apogeo de 2 kilómetros. Actualmente se encuentran preparando un nuevo prototipo, el Bondar, que esperan llegue a 15 kilómetros.

## Historia
Cosmic Research fue fundada en 2016 por cuatro estudiantes de ingeniería de la Universidad Politécnica de Cataluña. Actualmente el número de miembros se ha visto aumentado a más de 20. El mismo año de su fundación, la asociación lanzó su primer cohete, el Valentina. En marzo de 2017 lanzaron el primer prototipo completamente construido y diseñado por sus miembros, el Resnik. En este lanzamiento el Resnik alcanzó un apogeo de 2 kilómetros.
Actualmente se encuentran trabajando en un prototipo a escala del cohete que enviarán al espacio. Este prototipo ha sido bautizado como Bondar y esperan que alcance los 15 kilómetros en el lanzamiento previsto para el otoño de 2018.

## Cohetes
Cosmic Research ha lanzado dos cohetes, Valentina y Resnik, y está preparando un tercero, el Bondar. Los nombres de todos sus cohetes hacen honor a astronautas mujeres.

### Valentina
Valentina fue el primer cohete lanzado por Cosmic Research, basado en un modelo comercial. Fue lanzado desde Alcolea de Cinca en dos ocasiones. En su segundo lanzamiento alcanzó un apogeo máximo de 1 kilómetro.
El nombre de este cohete hace honor a Valentina Tereshkova, una cosmonauta del programa espacial soviético y que se convirtió en la primera mujer en el espacio en 1963.

### Resnik
Resnik fue el primer cohete completamente diseñado y construido por Cosmic Research. Hace 2.5 metros de largo y está fabricado en fibra de carbono. Es su primer lanzamiento en marzo de 2017, alcanzó un apogeo de 2 kilómetros y una velocidad punta de 1000 km/h.
Este cohete debe su nombre a Judith Arlene Resnik, astronauta de la NASA que falleció en el accidente del transbordador espacial Challenger.

### Bondar
Bondar será un cohete a escala del que enviarán al espacio. Hará 3 metros de largo, incorporará un sistema telemétrico a doble banda y llevará un nuevo combustible a base de amonio. El lanzamiento está previsto para el otoño de 2018 y esperan que alcance un apogeo de 15 kilómetros.
Este prototipo ha sido bautizado como Bondar en honor a Roberta Bondar astronauta de la NASA y la primera mujer canadiense en el espacio.

### Cohete espacial
A pesar de no tener nombre, su diseño ya ha sido empezado. Hará 6 metros de largo, y pesará entre 200 y 230 kilogramos. Además contará con la capacidad de carga de unos 10 kg. Cosmic Research ha estimado que este cohete tendrá un coste de más de 40.000 €.
Este cohete será lanzado en 2022 y deberá alcanzar un apogeo de al menos 100 kilómetros, donde se encuentra la línea de Kármán considerada la frontera con el espacio exterior.